# Słoków
Słoków (niem. Schlogwitz) – wieś w Polsce położona w województwie opolskim, w powiecie prudnickim, w gminie Lubrza. Historycznie leży na Górnym Śląsku, na ziemi prudnickiej. Położona jest na terenie Wysoczyzny Bialskiej, będącej częścią Niziny Śląskiej.
W latach 1975–1998 miejscowość należała administracyjnie do ówczesnego województwa opolskiego.
Według danych na 31 grudnia 2013 r. wieś była zamieszkana przez 91 osób.

## Geografia

### Położenie
Wieś jest położona w południowo-zachodniej Polsce, w województwie opolskim, około 3 km od granicy z Czechami, na Wysoczyźnie Bialskiej, tuż przy granicy gminy Lubrza z gminą Biała. Należy do Euroregionu Pradziad. Ogólna powierzchnia wsi to 248 ha, w tym użytków rolnych 225 ha.

### Środowisko naturalne
W Słokowie panuje klimat umiarkowany ciepły. Średnia temperatura roczna wynosi +8,1 °C. Duże zróżnicowanie dotyczy termicznych pór roku. Średnie roczne opady atmosferyczne w rejonie Słokowa wynoszą 624 mm. Dominują wiatry zachodnie.

## Nazwa
Topograficzny opis Górnego Śląska z 1865 roku notuje wieś pod obecnie stosowaną, polską nazwą Sloków, a także niemiecką Schlogwitz we fragmencie: „Schlogwitz (1379 Slohowicz, polnisch Sloków)”. Wzmiankowana pierwszy raz w 1379 roku pod nazwą Slokowicz (Sławkowice), pochodzącej od nazwy osobowej „Sławek” (z 1224 roku). W młodszych dokumentach historycznych występuje pod nazwą Slawkowicz (1416), Sloków (1485) i Schlogwitz. Ze względu na słowiańskie pochodzenie nazwa Schlogwitz została zmieniona w okresie nazistowskim na Schlagenhof. W opracowanej w 1971 przez Powiatowy Inspektorat Statystyczny w Prudniku Statystycznej charakterystyce miejscowości w gromadach powiatu prudnickiego, miejscowość została wymieniona pod nazwą Słoków.
W historycznych dokumentach nazwę miejscowości wzmiankowano w różnych językach oraz formach: Slokowicz (1379), Slohowicz (1379), Slokowitz (1379), Slokowicz (1384), Slawkowicz (1416), Schloywicz (1580), Schlagwicz (1604), ex villa Schlokowic (1679), in octavo pago Zlokow dicto (1687), Schlagwitz, P[ol]. Slokow (1736), Schlogwitz (1743), Schlogwiz, pohln. Slokon (1784), Schlogwiz, Schlogwitz (1789), Schlogwitz, Sloków (1845), Schlogwitz, Sloków (1865), Zloków (1900), Słoków (Słokowice) – Schlagenhof (1939), Zułków, Sokowo (1945), Schlagenhof – Słoków, -owa, słokowski (1948), Słoków, -kowa (1982).

## Historia

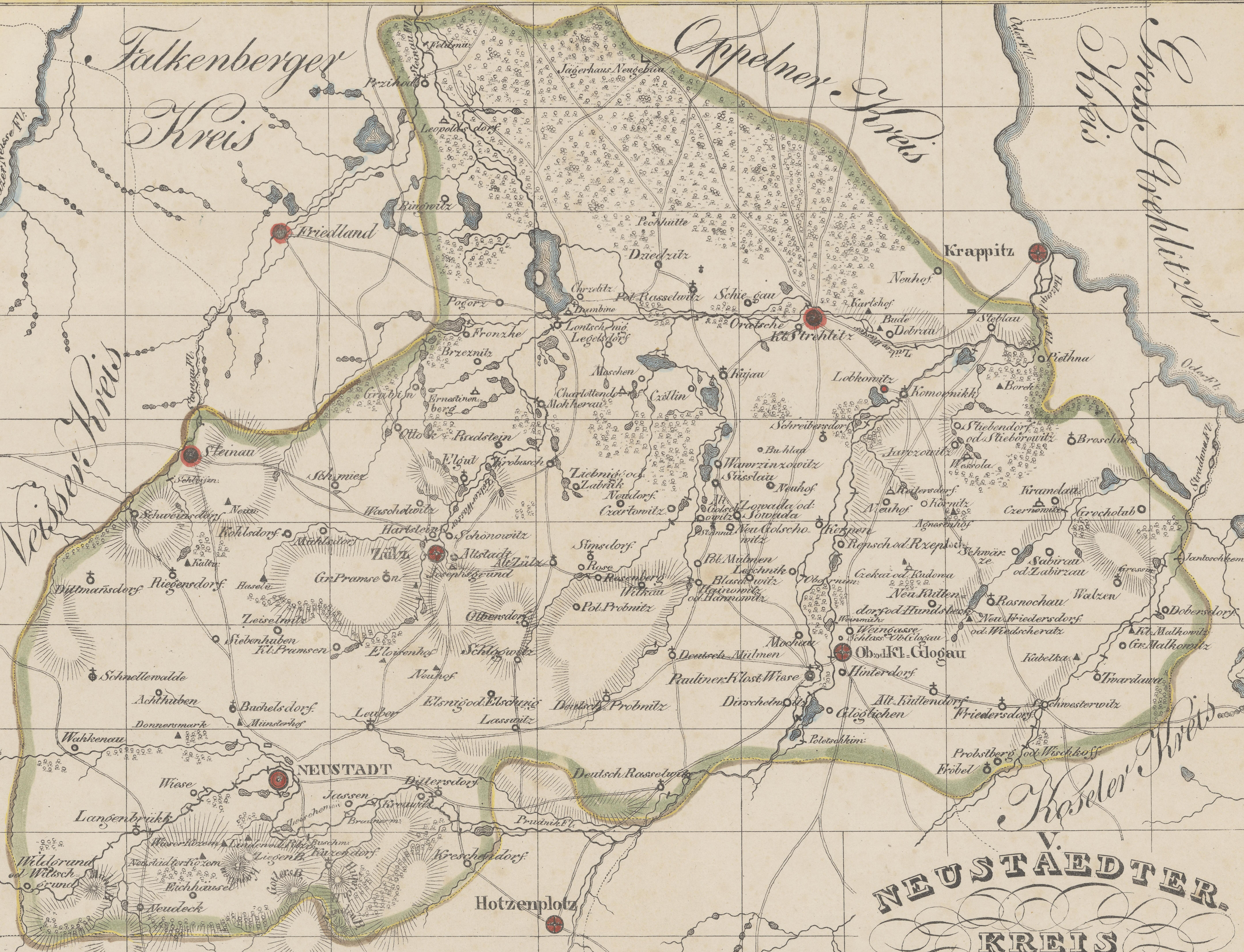
Słoków (Schlogwitz) wśród miejscowości ziemi prudnickiej na mapie z XIX wieku

Wieś po raz pierwszy wzmiankowana była w 1379. Układ i funkcja dzisiejszej zabudowy wskazuje na to, że genetycznym układem przestrzennym wsi był folwark, który w dokumentach historycznych wzmiankowany był około XVI wieku (prawdopodobnie istniał znacznie wcześniej). W średniowieczu wieś nosiła nazwę Slokowicz (Sławkowice) i była własnością rodu Kornitzów. W 1536 dochody ze Słokowa pobierali joannici z Solca.

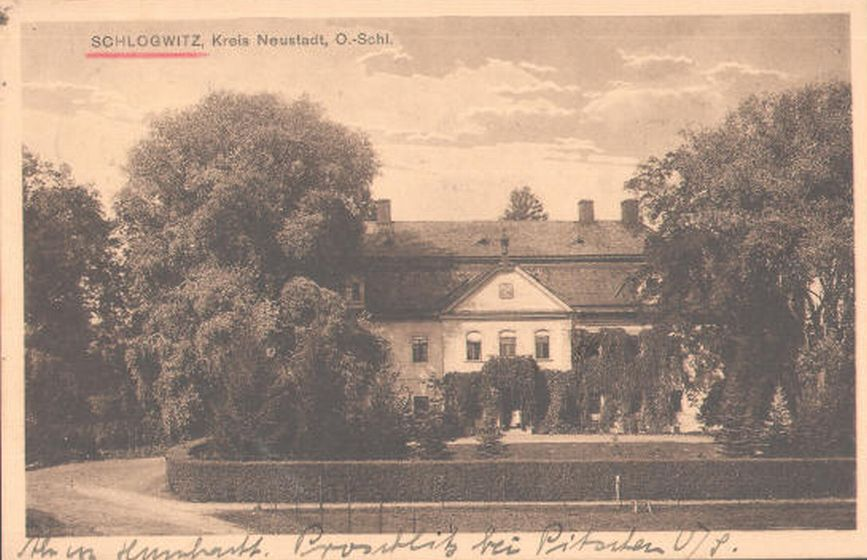
Pałac w Słokowie

W 1732 hrabia Mettich zbudował we wsi pałac przeznaczony dla jego żony na wypadek, gdyby została wdową. Hrabia dysponował majątkiem ziemskim we wsi. Do 1742 wieś należała do powiatu sądowego głogóweckiego w Monarchii Habsburgów. Po I wojnie śląskiej znalazła się w granicach Królestwa Prus i weszła w skład powiatu prudnickiego w prowincji Śląsk. W 1768 majątek przeszedł na własność rodu Strachwitzów. Friedrich Albert Zimmermann w 1784 notował, że w Słokowie mieszkali zarówno katolicy, jak i ewangelicy. Wieś posiadała swoją własną pieczęć, która przedstawiała w polu chłopa wbijającego po prawej łopatę w ziemię, a w otoku napis: SCHLOGWITZ: GEM: SIG: / NEYSTAETER CREIS (pol. Gmina Słoków / Powiat Prudnicki). W XVIII wieku przy folwarku w Słokowie wzniesiono charakterystyczną dla ziemi prudnickiej kapliczkę-dzwonnicę.

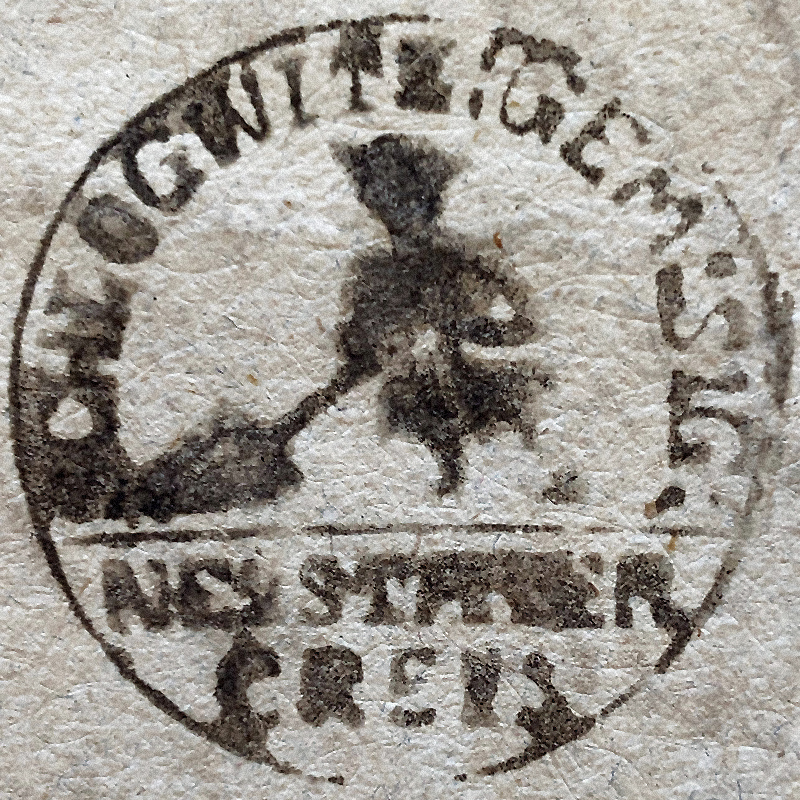
Pieczęć Słokowa (1831)

W 1819 ziemie w Słokowie nabył Carl Wilhelm Ludwig von Wittenburg. Słoków był jego własnością do 1845, a w posiadaniu rodu Wittenburgów pozostał do 1945. Ród przyczynił się do rozwoju i rozbudowy wsi. Rudolf von Wittenburg zbudował we wsi stodołę oraz stajnię dla koni. Po jego śmierci, majątek przejęła wdowa po nim, Emma. Wzniosła ona w pobliskim lesie grobowiec rodzinny oraz kurnik, który przekształcono w szkołę. Następnie majątkiem zarządzali synowie Rudolf i Paul. Posiadłość rycerska miała powierzchnię 902 morgów i obejmowała ziemie w sąsiednich Olbrachcicach, Nowym Browińcu i Laskowicach. Gospodarstwa rolników posiadały 82 morgi. Pod koniec XIX wieku w Słokowie mieszkało 133 katolików, podlegających parafii w Nowym Browińcu, a także 111 ewangelików, uczęszczających do kościoła w Olszynce.

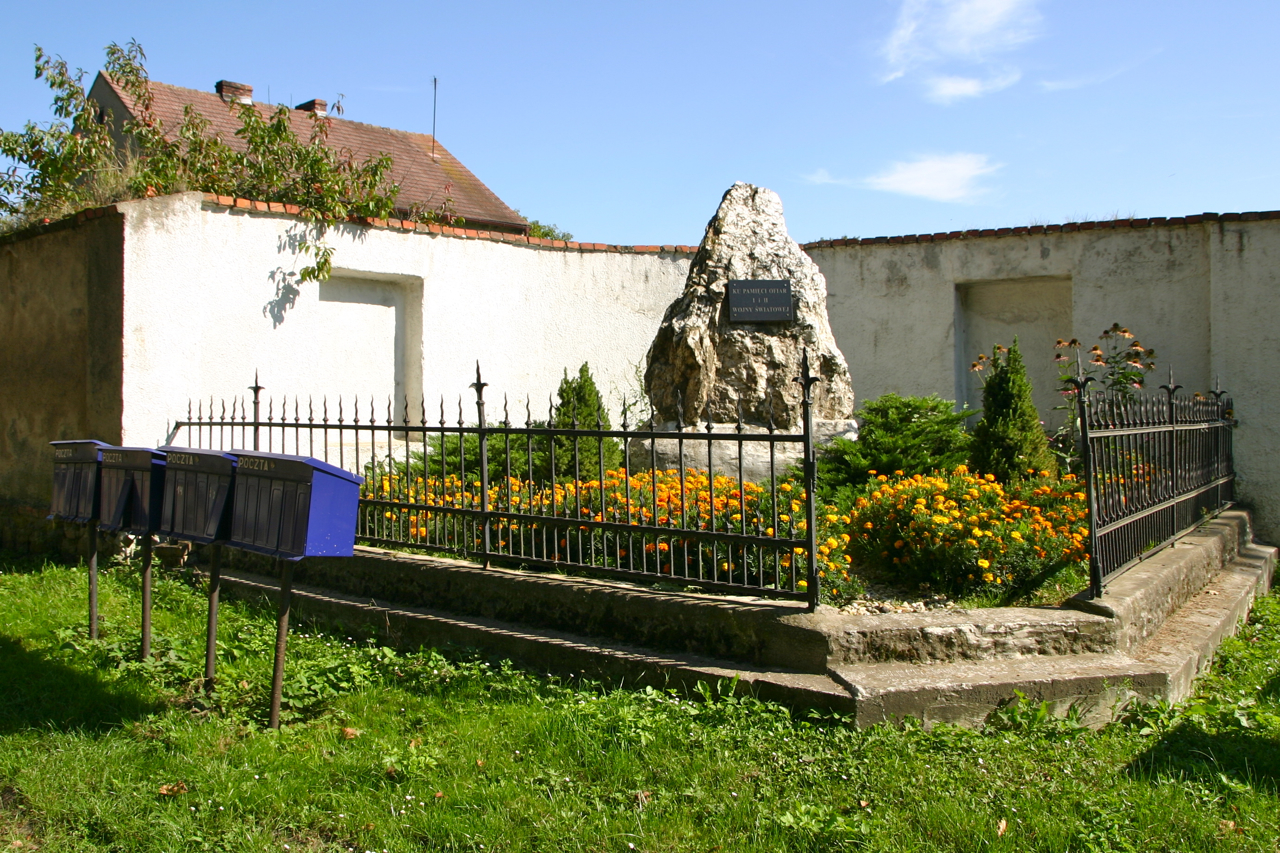
Pomnik ofiar I i II wojny światowej (dawny pomnik poległych)

Według spisu ludności z 1 grudnia 1910, na 238 mieszkańców Słokowa 190 posługiwało się językiem niemieckim, 43 językiem polskim, a 5 było dwujęzycznych. Po I wojnie światowej właścicielem majątku w Słokowie był Gustav von Wittenburg. W 1921 w zasięgu plebiscytu na Górnym Śląsku znalazła się tylko część powiatu prudnickiego. Słoków znalazł się po stronie wschodniej, w obszarze objętym plebiscytem. Do głosowania uprawnione były w Słokowie 142 osoby, z czego 52, ok. 36,6%, stanowili mieszkańcy (w tym 50, ok. 35,2% całości, mieszkańcy urodzeni w miejscowości). Oddano 142 głosy (100% uprawnionych), w tym 140 (ok. 98,6%) ważnych; za Niemcami głosowało 140 osób (100%), a za Polską 0 osób (0%). Na początku lat 20. XX wieku w Słokowie powstał pomnik upamiętniający mieszkańców wsi, którzy zginęli podczas I wojny światowej. We wnękach ściany za kamieniem ustawiono marmurowe płyty z nazwiskami poległych.
Podczas II wojny światowej w gospodarstwie w Słokowie pracowali robotnicy przymusowi z Polski i Ukrainy. W styczniu 1945 przez Słoków przeszły kolumny więźniów niemieckich obozów koncentracyjnych. W toku tzw. „marszu śmierci” wiele osób zmarło lub zostało zamordowanych przez Niemców. W czasie trwania walk o Prudnik między Armią Czerwoną i Wehrmachtem, w nocy z 17 na 18 marca 1945 Gustav von Wittenburg rozdał mieszkańcom Słokowa swoje konie, które pomogły im w ucieczce w kierunku pobliskich Gór Opawskich, a następnie na teren późniejszej Czechosłowacji. Sam Wittenburg opuścił Słoków dzień później, przedzierając się na koniu przez zamykające się okrążenie wojsk radzieckich. Pałac w Słokowie, przejęty przez Rosjan, częściowo spłonął w nieznanych okolicznościach.
Od marca do maja 1945 powiat prudnicki znajdował się pod kontrolą radzieckiej komendantury wojskowej. 11 maja 1945 polska administracja przejęła władzę cywilną w powiecie prudnickim. Wówczas w Słokowie została osiedlona część polskich repatriantów z Kresów Wschodnich – z Rumna koło Lwowa na terenie obecnej Ukrainy.
W latach 1945–1950 Słoków należał do województwa śląskiego, a od 1950 do województwa opolskiego. W latach 1945–1954 wieś należała do gminy Lubrza, a w latach 1954–1972 do gromady Olszynka.
Majątek Wittenburgów przeszedł na własność państwa w 1947 roku. W Słokowie utworzono rolniczą spółdzielnię produkcyjną. W pałacu planowano utworzyć szkołę rolniczą, jednak ostatecznie został on wysadzony w powietrze w latach 60. XX wieku. Zachowały się pobliski spichlerz dworski oraz kapliczka.

## Mieszkańcy
Miejscowość zamieszkiwana jest przez ludność napływową, przybyłą na Śląsk z Kresów Wschodnich po 1945 w wyniku przymusowych przesiedleń ludności polskiej.

### Liczba mieszkańców wsi
- 1871 – 132[31]
- 1885 – 142[32]
- 1905 – 97[33]
- 1910 – 105[34]
- 1933 – 215[35]
- 1939 – 198[35]
- 1966 – 150[36]
- 1998 – 98[37]
- 2002 – 97[37]
- 2009 – 87[37]
- 2011 – 89[37]
- 2012 – 90[5]
- 2013 – 91[38]

## Zabytki
Do wojewódzkiego rejestru zabytków wpisany jest:
- zespół pałacowy, z XVIII–XIX w.:
  - ruina pałacu, nie istnieje
  - spichlerz
  - kapliczka-dzwonnica, przy folwarku
  - park.

Zgodnie z gminną ewidencją zabytków w Słokowie chronione są ponadto:
- układ ruralistyczny, z XIV w.
- budynek mieszkalny nr 1, z l. 30. XX w.
- budynek mieszkalno-gospodarczy nr 15, z pocz. XX w.
- dom mieszkalny nr 18, z XIX/XX w.

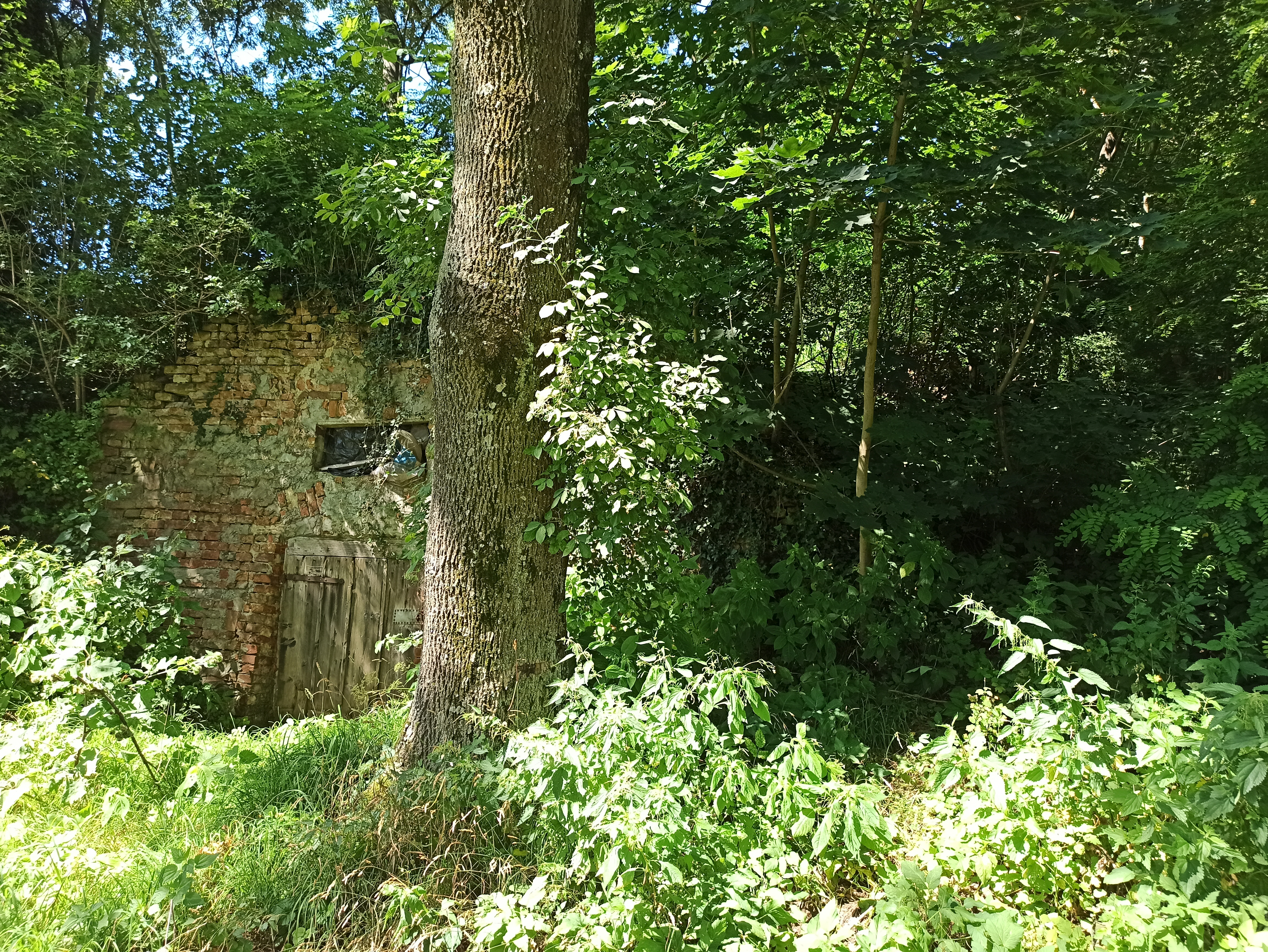
Ruina pałacu – piwnica (lipiec 2020)
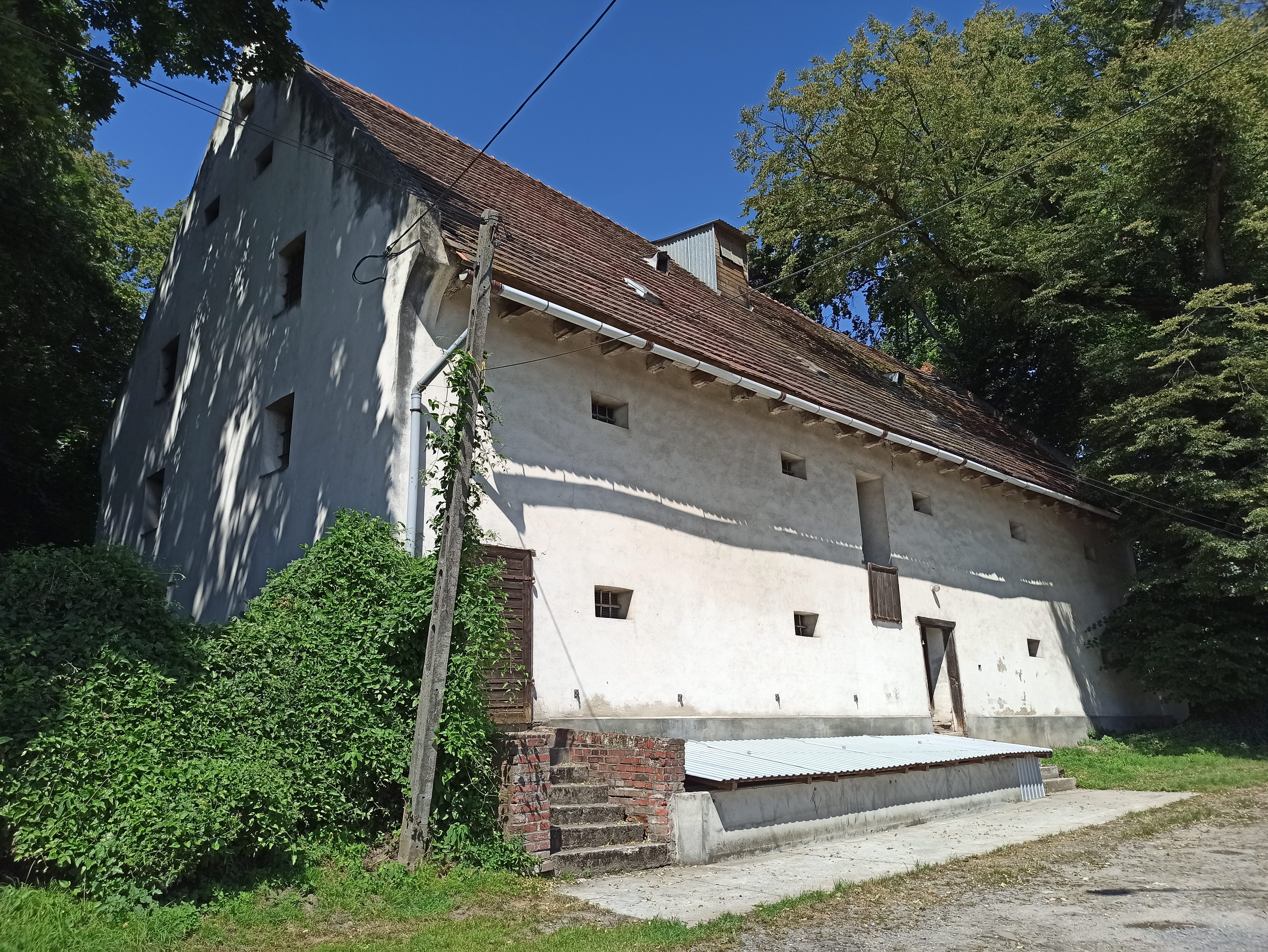
Spichrz z XVIII/XIX w. (lipiec 2020)
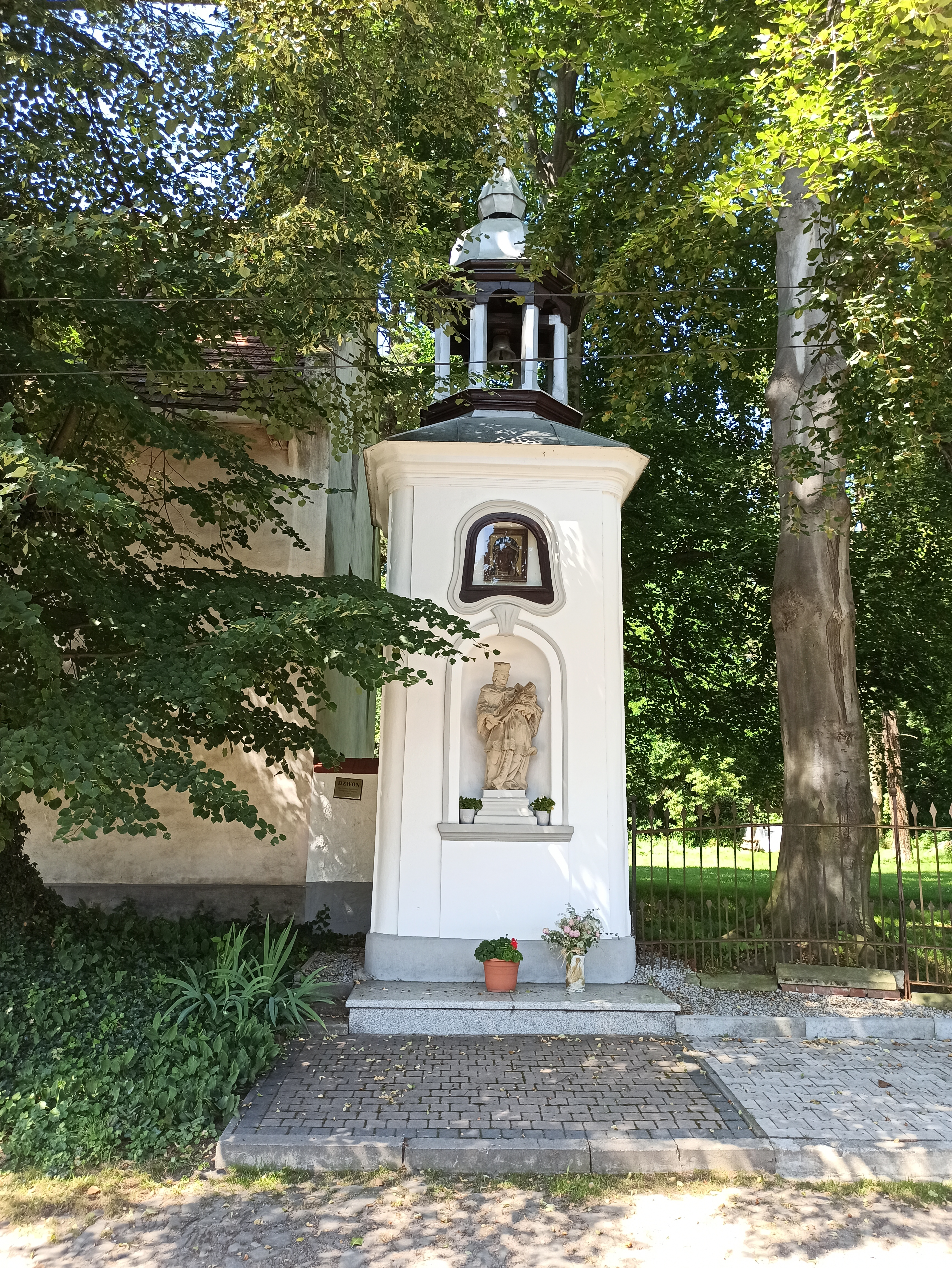
Kapliczka-dzwonnica przy folwarku z XVIII w. (lipiec 2020)
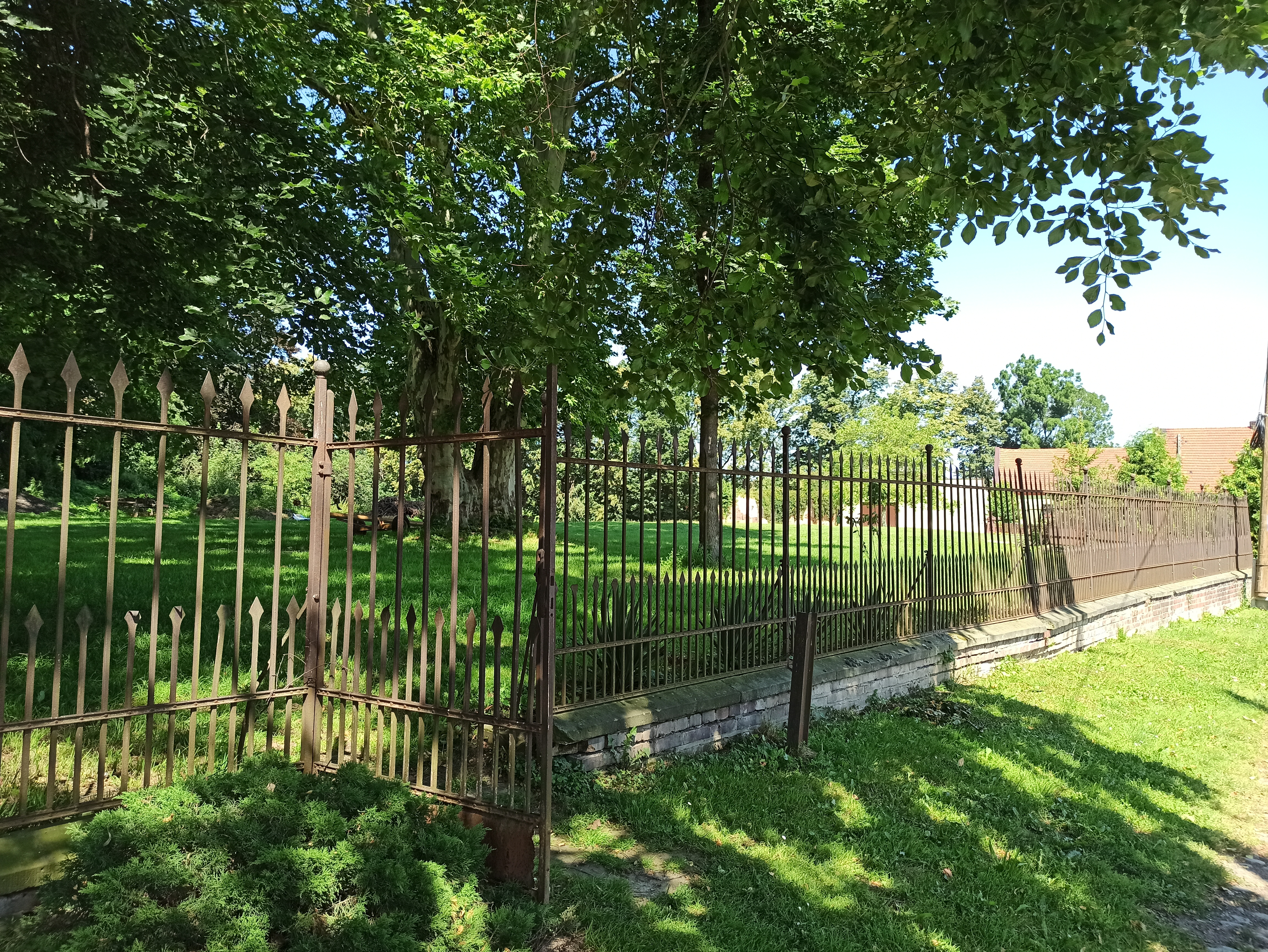
Park l. 80. XIX, pocz. XX w. (lipiec 2020)

## Pomniki i obiekty upamiętniające
- Pomnik ofiar I i II wojny światowej – pomnik na posesji prywatnej w Słokowie powstały w latach 20. XX wieku jako upamiętnienie mieszkańców wsi, którzy polegli w I wojnie światowej. Na głazie tablica z inskrypcją w języku polskim: „Ku pamięci ofiar I i II wojny światowej”[41]. W przeszłości we wnękach ściany za kamieniem znajdowały się marmurowe płyty z nazwiskami poległych[20].

## Transport
W zarządzie Wydziału Drogownictwa Starostwa Powiatowego w Prudniku znajdują się drogi powiatowe: nr 1202O relacji Biała – Olbrachcice – Słoków – Laskowice oraz nr 1279O relacji Olszynka – Słoków.
Słoków posiada połączenia autobusowe z Głogówkiem, Lubrzą, Nowym Browińcem, Prudnikiem. We wsi znajduje się jeden przystanek autobusowy.

## Religia
Katolicy ze Słokowa należą do parafii Niepokalanego Poczęcia Najświętszej Maryi Panny w Olbrachcicach (dekanat Biała).

## Turystyka
Oddział PTTK „Sudetów Wschodnich” w Prudniku ustanowił turystyczną Odznakę Krajoznawczą Ziemi Prudnickiej, którą zdobywa się poprzez zwiedzenie odpowiedniej liczby obiektów w miejscowościach położonych na ziemi prudnickiej, w tym w Słokowie.

## Bezpieczeństwo
Miejscowość jest pod opieką dzielnicowego rejonu służbowego nr 8 Komendy Powiatowej Policji w Prudniku.
Teren wsi, jak i całej gminy Lubrza, położony jest w strefie nadgranicznej w związku z czym Straż Graniczna dysponuje, na tym obszarze, specjalnymi kompetencjami w zakresie bezpieczeństwa. Gminę Lubrza obejmuje zasięgiem służbowym placówka Straży Granicznej w Opolu ze Śląskiego Oddziału SG.

## Ludzie urodzeni w Słokowie
- Gustav von Wittenburg (1882–1961), szlachcic
- Rudolf von Wittenburg (1913–1945), wojskowy w stopniu rotmistrza